# Põlvamaa
Prowincja Põlva (est. Põlva maakond) – jedna z 15 prowincji w Estonii, znajdująca się w południowo-wschodniej części kraju.

## Podział administracyjny
Prowincja jest podzielona na 3 gminy:
Gminy wiejskie:
1. Kanepi
2. Põlva
3. Räpina

Wcześniej, przed reformą administracyjną z 2017 roku, była podzielona na 14 gmin:
- Miejskie: Põlva
- Wiejskie: Ahja, Kanepi, Kõlleste, Laheda, Mikitamäe, Mooste, Orava, Põlva, Räpina, Valgjärve, Vastse-Kuuste, Veriora, Värska